# إضراب عن الطعام

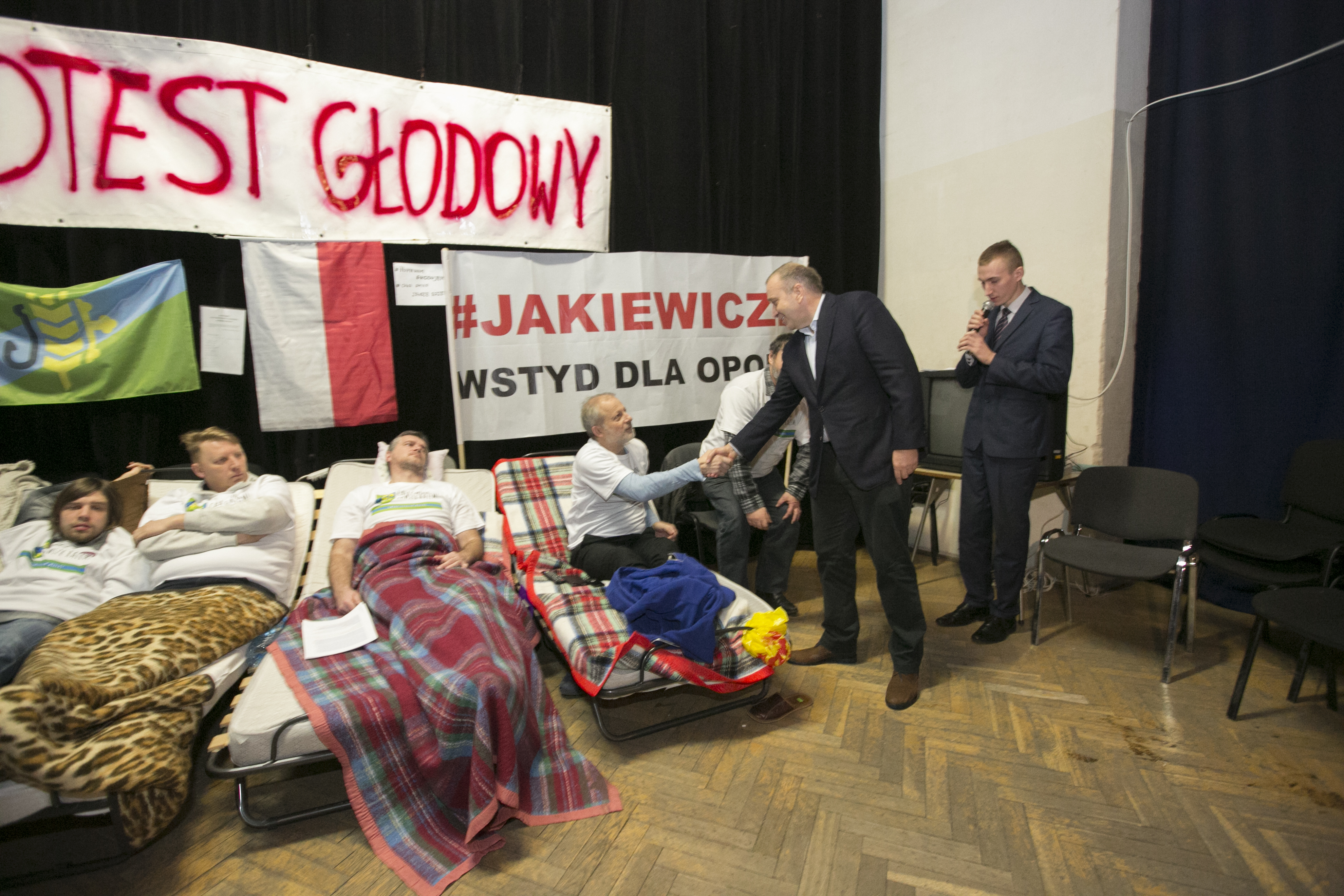
سكان دوبرزين ويلكي، بولندا، في عام 2017، يحتجون على خطط دمج مجتمعهم في مدينة أوبولي

الإضراب عن الطعام هي وسيلة من المقاومة السلمية أو الضغط حيث يكون المشاركين في هذا الإضراب صائمين ممتنعين عن الطعام كعمل من أعمال الاحتجاج السياسي، أو ربما تكون لإشعار الآخرين بالذنب. وعادة هذا الإضراب ما يصاحبه غاية لتحقيق هدف محدد، ومعظم المضربين عن الطعام لا يضربون عن السوائل، فقط الطعام الصلب.
وفي الحالات التي تكون فيها الدولة قادرة على احتجاز المضرب عن الطعام كسجين، فإنها تنهي هذا الإضراب عادة عن طريق استخدام التغذية الجبرية أي استخدام القوة لإطعامهم.

## التاريخ المبكر
وقد اُستخدم الإضراب كوسيلة من وسائل الاحتجاج في إيرلندا ما قبل المسيحية، حيث كانت تعرف باسم "troscadh" أو "Cealachan" وكانت توجد قواعد محددة للإضراب عن الطعام في ذاك الوقت، وفي كثير من الأحيان يكون الإضراب عن الطعام أمام منزل الجاني، ويعتقد العلماء أن الإضراب أمام منزل الجاني يرجع إلى الأهمية العالية في حسن الضيافة آنذاك، حيث يعتبر السماح للشخص المضرب عن الطعام بالموت أمام المنزل عار كبير لصاحب هذا المنزل. ويقول آخرون أن هذا الإضراب يكون فقط لليلة واحدة، حيث لا يوجد أي دليل في إيرلندا يدل على موت المضربين عن الطعام. وكان الهدف الأول للإضراب عن الطعام في ذاك الوقت استرداد الديون أو الحصول على العدالة. وتوجد أساطير لـ سانت باتريك قديس أيرلندا تقول بأنه استخدم الإضراب عن الطعام.
أما في الهند، فقد ألغت الحكومة الهندية عام 1861 ممارسة الإضراب عن الطعام من أجل الحصول على العدالة أمام باب الطرف المخالف (عادة المدين)، وهذا يدل على انتشار هذه الممارسة قبل ذلك التاريخ أو على الأقل الوعي العام بها. وهذه الممارسة الهندية قديمة وتعود إلى نحو 400 إلى 750 قبل الميلاد.
وقد عرفت هذه الممارسة منذ ظهورها في كتاب Valmiki Ramayana وقد ذكرت فعلياً أيضاً في “كاندا ايوديا” Ayodhya Kanda الكتاب الثاني لـ رامايانا في فصل “Sarga” حيث طلب “بهاراتا” من المنفي «راما» العودة والسيطرة على المملكة، وقام بالعديد من الحجج ولكن لم تُفِدْ أيٌّ منها، عندها قرر القيام بالإضراب عن الطعام، وأعلن عزمه على الصيام ودعا عجلته الحربية “سومانترا” أن تجلب له بعض حشائش “الكوشا المقدسة”، لكن لم يفعل ذلك “سومانترا” نظراً لانشغاله، وقام “بهاراتا” بنفسه بجلب العشب، وجلس مقابل “راما” ولكن سرعان ما أقنعه “راما” بالتخلي عن هذه المحاولة.

## الرؤية الطبية
في أول ثلاثة أيام من الإضراب عن الطعام، يقوم الجسم باستخدام الطاقة الممتدة من الجلوكوز، وبعد ذلك يبدأ الكبد بمعالجة الدهون في الجسم وتسمى هذه العملية بـ الكيتوزية، وبعد ثلاثة أسابيع يدخل الجسم في وضع الجوع، وفي هذه الحالة تنقص العضلات والأجهزة الحيوية في الجسم للحصول على الطاقة، وأيضاً فقدان نخاع العظم الذي يهدد حياة الإنسان. وهناك أمثلة لبعض المضربين عن الطعام توفوا بعد 52 حتى 74 يوماً من الإضراب عن الطعام.

## أحداث تاريخية جديرة بالذكر

### “غاندي” و“بهجت سنغ”
كان “المهاتما غاندي” مسجوناً في الأعوام (1922 - 1930 – 1933 - 1942) لدى الحكومة البريطانية وبسبب مكانته العالمية فقد كرهت الحكومة البريطانية أن يموت وهو في عهدتها، وذلك خوفاً من تأثر سمعتها بهذا الحدث. وشارك “غاندي” في العديد من أحداث الإضراب عن الطعام وذلك احتجاجاً على الحكم البريطاني في الهند، وكان الصوم وسيلة غير عنيفة وفعالة لإيصال الرسالة ويساهم في تحقيق أهداف الاحتجاج بشكل كبير أحياناً. كما انه يتماشى مع مبدأ “الساتياغراها” وتعني المقاومة الغير عنيفة.
وبالإضافة إلى “غاندي” فقد استَخدَم كثيرون آخرون خيار الإضراب عن الطعام خلال مرحلة استقلال الهند، ومن هذه الشخصيات جاتين داس” (الذي صام حتى الموت)، و”بهجت سنغ” و”دوت” فكان اليوم الذي تخليا فيه عن إضرابهما هو اليوم السادس عشر بعد المئة من صيامهم” وكان في الخامس من اكتوير 1929 (محطمين بذلك الرقم القياسي العالمي للإضراب عن الطعام الذي بلغ 97 يوماً وكان بسبب الثورة الإيرلندية). وخلال هذا الإضراب الذي استمر 116 يوماً وانتهى بخضوع الحكومة البريطانية لمطالبهم اكتسب “بهجت سنغ” شعبية كبيرة بين عامة الهنود حيث كانت شعبيته قبل الإضراب محصورة في إقليم البنجاب بشكل خاص.
وبعد استقلال الهند، لجأ المناضل «بوتي سريرامولو» إلى الإضراب عن الطعام للحصول على دولة مستقلة للمتحدثين باللغة التيلوغية. كما اضرب «مورارجي ديساي» عن الطعام مرتان خلال حركة (NAVNIRMAN) في السبعينات، وسبقه في ذلك «إندولال ياجنيك» الملقب بـ «إندو شاشا» فقد صام طويلاً خلال حركة (Maha Gujarat) ومرة أخرى في السبعينات أيضاً.

### “أماراجيفي سريرامولو”
توفي “بوتي سريرامولو” الهندي الثائر أثناء إضرابه عن الطعام لمدة 58 يوماً في العام 1952 بعد استقلال الهند في محاولة منه لتشكيل ولاية منفصلة، تسمى ولاية “أندرا”. وقد كان لتضحيته دورٌ فعال في إعادة تنظيم الولايات على أساس لغوي.
وقد نال لقب “أماراجيفي” (أي الكائن الخالد) في “أندرا” الساحلية مقابل ما قدمه من تضحية. وقد كان “سريرامولو” تابعاً مخلصاً للـ “مهاتما غاندي”، وعمل معظم حياته لدعم وتأييد مبادئ الحقيقة ونبذ العنف والوطنية، كما أيد حركات مثل حركة “هاريجان” التي كانت تسعى لإنهاء العزلة الاجتماعية ومنح الاحترام والمعاملة الإنسانية لمن اطْلِق عليهم لقب «المنبوذين» في المجتمع الهندي.

### المطالبات بحق اقتراع المرأة في بريطانيا وأمريكا
خاضت المُطالِبات بحق اقتراع المرأة في مطلع القرن العشرين إضراباً عن الطعام في السجون البريطانية. وكانت “ماريون دونلوب” أول من بدأ الإضراب عن الطعام في العام 1909. وقد أُطلق سراحها حيث أن السلطات لم ترغب في إظهارها بمظهر الشهيدة. وحذت حذوها باقي المُطالبات بحق اقتراع المرأة في السجن وبدأن الإضراب عن الطعام، مما دفع سلطات السجن إلى إخضاعهن للإطعام بالقوة، الأمر الذي صنفته المُطالِبات كنوع من أنواع التعذيب. وقد توفيت كل من “ماري كلارك” و”جين هيوارت” و”كاثرين فراي” وغيرهن نتيجة لما تعرضن له من إطعام قسري بالقوة.
وفي العام 1913 غيّر قانون الإفراج المؤقت -بسبب اعتلال الصحة والذي عرف باسم "قانون القط والفأر”- السياسة تجاه الإضراب عن الطعام، فقد أبدى السجّانون تسامحاً أكبر تجاه المضربين بحيث يتم إطلاق سراحهم عند مرضهم، وإعادتهم للسجن عند تماثلهم للشفاء لإنهاء محكومياتهم.
وقد استخدمت المُطالبات الأمريكيّات بحق الاقتراع للمرأة أيضاً هذه الطريقة من الاحتجاج السياسي أسوة بنظيراتهن البريطانيات. وقبل سنوات قليلة من إقرار التعديل التاسع عشر لدستور الولايات الأمريكية المتحدة، قامت مجموعة من المُطالبات الأمريكيات بحق الاقتراع للمرأة بقيادة “أليس بول[ ؟ ]” بالانخراط في الإضراب عن الطعام وأُخضعن قسرياً للإطعام بالقوة أثناء سجنهن في إصلاحية “اوكوكان” بولاية “فرجينيا.

### الجمهوريون الإيرلنديون
إن الإضراب عن الطعام متجذر بعمق في المجتمع الإيرلندي والروح الإيرلندية، حيث أن الصيام من أجل جذب الانتباه للظلم والجور الذي يتعرض له المرء من سيده، الأمر الذي يحرجه ويدفعه لإيجاد حل، كان سمة مشتركة للمجتمع الإيرلندي القديم، وقد دُمجت هذه الطريقة بشكل كامل في النظام القانوني البريهوني (قوانين بريهون مجموعة قوانين كانت مستخدمة في إيرلندا للعشائر منذ العصور الأولى). وهذا التقليد في الأساس وعلى الأغلب جزء أقدم من تقاليد هندية-أوروبية كانت إيرلندا تنضوي تحت رايتها.
وقد استخدم الجمهوريون الإيرلنديون هذه الطريقة منذ العام 1917 وأيضاً خلال الحرب الإنجليزية-الإيرلندية في العقد الثاني من القرن الماضي. وأول إضراب عن الطعام قام به الجمهوريون قابله البريطانيون بالإطعام القسري، والذي تصاعد في العام 1917 ووصل ذروته بوفاة “توماس آش” في سجن “مونتجوي”.
في أكتوبر من العام 1920 توفي تيرينس ماكسويني عمدة مدينة “كورك” أثناء إضرابه عن الطعام في سجن بريكستون. كما توفي “جو مورفي” و”مايكل فتزجيرالد” من الجيش الإيرلندي الجمهوري أثناء إضرابهما عن الطعام خلال هذا الاحتجاج. ويورد كتاب “جينيس” للأرقام القياسية الرقم القياسي العالمي في الإضراب عن الطعام بدون إطعام قسري بالقوة لمدة 94 يوماً من 11 أغسطس وحتى 12 نوفمبر من العام 1920 قام به كل من “جون وبيتر كراولي”، و”توماس دونوفان”، و”مايكل بورك”، “ومايكل اوريلي”، و”كريستوفر ابتون”، و”جون باور”، و”جوزيف كيني”، و”شين هينيسي” في سجن مدينة كورك. وقد أنهى” آرثر جريفيث” الإضراب بعد وفاة “تيرانس ماكسويني” و”جو مورفي” و”مايكل فتزجيرالد”.
بعد نهاية الحرب الأهلية الإيرلندية في أكتوبر من العام 1923 دخل ما يقرب من 8000 سجين من الجيش الجمهوري الإيرلندي في إضراب عن الطعام احتجاجاً على استمرار دولة إيرلندا الحرة في اعتقالهم (فقد أُخضع ما يزيد عن 12.000 جمهوري للإقامة الجبرية بحلول شهر مايو من العام 1923). وقد توفي كل من “ديني باري” و”أندرو أوسوليفان” أثناء الإضراب. وعلى أية حال، فقد تم إنهاء الإضراب قبل وقوع المزيد من الوفيات، وعليه قامت دولة إيرلندا الحرة بإطلاق سراح السجينات الإيرلنديات، بينما لم يتم إطلاق سراح معظم السجناء الإيرلنديين إلا في العام التالي.
وفي ظل حكم “إيمون دي فاليرا” من حزب ”فيانا فيل” توفي ثلاثة مضربين عن الطعام في الجمهورية الإيرلندية في أربعينيات القرن الماضي وهم “شين ماكوفي”، و”توني دارس|ي، و”شين (جاك) ماكنيلا”. وقد دخل المئات غيرهم في إضرابات أقصر خلال سنوات حكم “إيمون دي فاليرا”، ولم تُبد الحكومة أي تعاطف معهم.
وقد لجأ الجيش الجمهوري الإيرلندي المؤقت لهذه الطريقة مجدداً في مطلع سبعينيات القرن الماضي، عندما نجح عدد من الجمهوريين مثل “شين ماكستيوفين” في استخدام الإضراب عن الطعام كوسيلة لإطلاق سراحهم من الاعتقال بدون توجيه تهم إليهم في الجمهورية الإيرلندية. وقد توفي “مايكل جوهان” بعد إخضاعه للإطعام بالقوة في سجن بريطاني في العام 1974. كما توفي “مارك ستاغ” وهو عضو في الجيش الجمهوري الإيرلندي كان محتجزاً في سجن بريطاني بعد 62 يوماً من الإضراب عن الطعام كان قد بدأه كحملة لإعادته إلى موطنه إيرلندا.

### الإضراب الفلسطيني الجماعي عن الطعام لعام 2012
في فبراير 2012 بدأ ما يقرب من 1800 سجين فلسطيني محتجزين في السجون الإسرائيلية إضراباً جماعياً عن الطعام احتجاجا منهم على تطبيق الاعتقال الإداري، حيث تحتجز إسرائيل قرابة 4,386 سجين فلسطيني، 320 سجين منهم رهن الاعتقال الإداري. وتتضمن مطالب المضربين عن الطعام حق الزيارات العائلية للسجناء من غزة، وإنهاء تمديد الحجز الانفرادي، وإطلاق سراح المعتقلين إداريا.
وقد رفضت المحكمة العليا الإسرائيلية يوم 7 مايو 2012 طلبات لاستئناف على أساس حقوق الإنسان لإثنين من السجناء وهم ثائر حلاحلة وبلال ذياب. وبعد ذلك بأيام قليلة، عبّر كل من الأمين العام للأمم المتحدة بان كي مون، واللجنة الدولية للصليب الأحمر عن قلقهما من ظروف المضربين عن الطعام.
وفي 14 مايو، تم الإعلان عن موافقة السجناء على إنهاء إضرابهم عن الطعام بعد توصلهم لاتفاق مع السلطات الإسرائيلية بوساطة مصرية وأردنية في أعقاب طلب رسمي من الرئيس محمود عباس. وبموجب الاتفاق، فقد وافقت إسرائيل على قصر مدة الاعتقال الإداري على 6 شهور فقط عدا في حالات تظهر فيها أدلة جديدة ضد المشتبه به، وعلى زيادة الزيارات العائلية وعلى إعادة المحتجزين انفرادياً إلى الزنزانات العادية. كما تم التوصل أيضاً إلى اتفاق لزيادة النقاشات حول تحسين ظروف السجن، كما وافق الممثلون عن المضربين عن الطعام على عدم الانخراط في أي نشاط عسكري داخل السجون وذلك يشمل التجنيد. وقد صرحت “حنان عشراوي” من المجلس الوطني الفلسطيني أن المضربين عن الطعام "قد أثبتوا فعلا أن المقاومة السلمية أداة أساسية في نضالنا من أجل الحرية.

### الإضراب الإيرلندي عن الطعام عام 1981
في عام 1980 قام سبعة سجناء من الجيش الجمهوري الإيرلندي بالإضراب عن الطعام في سجن «ميز» احتجاجا على الحكومة البريطانية لنقضها اعتبارهم أسرى كالسجناء شبه العسكريين في إبرلندا الشمالية. الإضراب الذي قاده «بريندان هيوز» انتهى قبل حدوث أي حالة وفاة عندما أبدت بريطانيا الاتفاق على تقديم تنازلات لمطالبهم. ولكن فيما بعد نكث البريطانيون بتفاصيل الاتفاقية لذا قام السجناء في السنة التالية بإضراب آخر عن الطعام. في هذه المرة بدلاً من قيام العديد من السجناء بالإضراب بنفس الوقت بدأ الإضراب عن الطعام بالصيام فرداً تلو الآخر لتحقيق أقصى قدر من الدعاية الشعبية حول معرفة مصير كل فرد على حده. «بوبي ساند» كان الأول من بين عشرة سجناء من الجيش الجمهوري الإيرلندي يتعرض للموت بسبب الإضراب عن الطعام في عام 1981. كان هناك تأييد واسع النطاق للمضربين عن الطعام من الحزب الجمهوري الإيرلندي ومن المجتمع القومي على جانبي الحدود الإيرلندية. تم انتخاب بعض من المضربين عن الطعام في البرلمانات الإيرلندية والبريطانية من قبل الناخبين الذين يرغبون في تسجيل دعمهم لهم. بقي العشرة رجال على قيد الحياة بدون طعام لمدة تتراوح ما بين 46 إلى 73 يوم باعتمادهم فقط على الماء والملح قبل أن يفارقوا الحياة. بعد وفاة الرجال وبسبب الاضطراب الشعبي الشديد وافقت الحكومة البريطانية على تنازلات جزئية للسجناء وبذلك انتهى الإضراب. أعطى الإضراب عن الطعام دعاية ضخمة رفعت وعززت بشدة الروح المعنوية للجيش الجمهوري الإيرلندي.

### المنشقون السياسيون في كوبا
في آبريل من العام 1972 قام المنشق السياسي والشاعر المسجون “بيدرو لويس بوايتيل” بإعلان إضرابه عن الطعام، حيث عاش ما يقارب 53 يوماً على السوائل فقط، مما أدى إلى وفاته بسبب الجوع في 25 مايو 1972. وقد روى أحداث أيامه الأخيرة صديقه المقرب الشاعر أرماندو فالداريس، ودفن بواتيل في قبر غير معلم في مقبرة كولون في هافانا.
أما “غوليرمو فاريناس”، فقد استمر في حالة إضراب عن الطعام ما يقارب سبعة أشهر للتظاهر ضد الرقابة الشديدة على الإنترنت في كوبا. وفي خريف 2006 توقف عن إضرابه الذي نتج عنه العديد من المشاكل الصحية، لكنه ما زال في وعيه. وقد تسلم فاريناس” في نفس العام جائزة الحرية الإلكترونية المقدمة من منظمة مراسلون بلا حدود”.
ومن الأشخاص الذين قاموا بالعديد من الإضرابات، “خورجي لويس غارسيا بيريز” المعروف بـ “أنتونيز”، الذي قام في 2009 بمعية زوجته “أيريس” وكذلك “دولوريس سانتانا بيريز” بالإضراب عن الطعام لدعم السجناء السياسيين. ويأتي هذا الإضراب مباشرة بعد انتهاء محكوميته التي استمرت لمدة 17 عاماً. وقد أثمرت نتائج هذا الإضراب حيث أعلن قادة من الأوروجواي وكوستاريكا والأرجنتين مساندتهم لأنتونيز.
وفي 23 من فبراير 2010 توفي” أورلاندو زاباتا تامايو” في المستشفى خلال فترة إضرابه عن الطعام لمدة استمرت 83 يوماً في سجن (كيلو8) في كوبا. ويعتبر “تامايو” أحد سجناء الرأي البالغ عددهم 55 سجيناً في كوبا والذين تبنتهم منظمة العفو الدولية من المنشقين السياسيين، وأحد الذين ألقي القبض عليهم في 2003 كجزء من حملة الاحتجاجات بسبب الأوضاع المتردية في السجن.الذي قضي فيه ”أورلاندو” محكوميته، وكان من ضمن التهم التي أدين بها المقاومة والازدراء وعدم الاحترام.

### السجناء السياسيّون في تركيا
خلال 1980 وبعد الانقلابات العسكرية، ازدادت عمليات قمع الحركات الاشتراكية، وتم سجن العديد من النشطاء السياسيين والقوميين في ظروف قاسية وغير إنسانية أبداً. ورداً على ذلك، سجل في العام 1984 أول إضراب عن الطعام في تاريخ تركيا، احتجاجاً على أساليب التعذيب والمعاملة الوحشية التي يتلقاها السجناء السياسيين. وقد أودى هذا الإضراب بحياة أربعة من اليساريين الثوريين: “عبد الله ميرال”، و“حيدر بسباق”، و“فاتح أوكتولموس”، و“حسن تيلسي”. الجدير بالذكر أن السجناء السياسيين في تركيا قد تبنوا تقليداً معيناً للإضراب عن الطعام يستعمل حتى الآن، ويذكر أنهم استوحوه من الجمهوريين الإيرلنديين.
وفي السنوات التالية، طٌمست وهمشت العديد من الحركات القومية بشكل واضح، لكن ما زال هناك مجموعات نشطة ماركسية” أو” لينونية”، وهذا أحد أسباب ارتفاع أعداد السجناء السياسيين بصورة دائمة. وفي 1996 أصدر الوزير القومي للحكومة” الإسلامية المحافظة سياسة عزل السجناء السياسيين عن بعضهم البعض لإحباط محاولات الإضراب عن الطعام، وساعده في ذلك بعض جماعات المسلحين اليساريين. استمر الإضراب عن الطعام 69 يوماً ونتج عنه وفاة 12 شخصاً، لكن موقف الحكومة السلبي من هذا الموقف أدى إلى إثارة عامة الشعب. وعليه قام بعض المثقفين بتبني مبادرة للتوصل إلى حل بين الحكومة والسجناء ونتج عنه استعادة السجناء للكثير من حقوقهم والتي يتذكرونها كنصر كبير لهم. من أهم هؤلاء المبادرين: “ياسر كمال”، و“زولفو ليفينلي”، و“أورهان باموك”.
ومن أحدث موجات الإضراب في تركيا، والتي أصبحت متكررة في الأعوام الأخيرة، الإضراب ضد نوع من السجون يعرف بالنوع (F) والتي تم تصميمها خصيصاً لعزل السجناء السياسيين بشكل فعال. وقد تم العمل على هذا المشروع في 1997، وبدأ الإضراب في 20 من أكتوبر 2000 للطلب بعدم افتتاح تلك السجون. وقد شمل تحالف كبير من المسلحين بالإضافة إلى النشطاء الأكراد المنسقين من حزب العمال الكردستاني، وقد كانت النتائج مأساوية.
وفي 19 ديسمبر 2000 قرر التحالف الديمقراطي اليساري المتطرف استخدام القوة لإيقاف عمليات الإضراب عن الطعام، وقد سميت بعملية (العودة إلى الحياة). واجهت هذه العملية مقاومة عنيفة منظمة من قبل السجناء، ونتج عنها وفاة 28 سجيناً وجنديان. ومنذ ذلك الحين، أصبح نزلاء السجون (F) وحالات الإضراب عن الطعام من مواضيع الحياة اليومية. ووفقاً لمنظمة أقارب السجناء، توفي ما يقارب 101 سجيناً وعانى أكثر من 400 شخص العديد من الأمراض المزمنة وخاصة متلازمة “رنيكي كورساكوف”.
وقد كانت الحكومات -وبشكل مستمر- تنفي أي إدعاءات تنم عن سوء معاملة ضد السجناء. وقد قام الرئيس “أحمد نجدت سيزر” بإصدار عفو عن السجناء المرضى، مما أدى إلى انتقاده من قبل حزب اليمين المتطرف، خاصة وأنه تم مشاهدة العديد من النشطاء في مظاهرات مختلفة ضد سجون (F). وتؤكد الحكومة بأن المضربين عن الطعام البالغ عددهم 189 قد شملهم العفو الرئاسي.منذ عام 2000

## حالات حديثة (بين سنة 2000-2016)

### أكبر غانجي
أكبر غانجي” صحفي إيراني مسجون في سجن إيفين منذ 22 أبريل من العام 2000. خاض غانجي إضرابه في الفترة بين 19 مايو” 2005 حتى مطلع أغسطس من نفس العام، باستثناء فترة 12 يوماً أطلق سراحه خلالها بتاريخ 30 مايو 2005 وذلك قبيل الانتخابات الرئاسية التاسعة في 17 مايو 2005. ويمثله عدد من المحامين ومن ضمنهم الحائزة على جائزة نوبل للسلام في العام 2003 “شيرين عبادي”. وقد كتب “غانجي” أثناء إضرابه عن الطعام رسالتين إلى أحرار العالم. [14] [15] وفي 12 يوليو 2005 صرح الناطق باسم البيت الأبيض سكوت ماكليلان أن الرئيس الأمريكي “جورج بوش” دعا إيران إلى إطلاق سراح غانجي «فورا وبدون شروط».وجاء في البيان: «إن السيد غانجي للأسف ضحية واحدة فقط ضمن موجة من القمع وانتهاكات حقوق الإنسان التي يمارسها النظام الإيراني»، «تستحق نداءاته للسلام أن تُصغي لها الآذان، ويجب ألا تذهب جهوده الشجاعة أدراج الرياح. إن الرئيس يدعو جميع أنصار حقوق الإنسان والحرية، ويدعو الأمم المتحدة لتبني قضية غانجي ووضع حقوق الإنسان بشكل عام في إيران.» «السيد غانجي أرجو أن تعلم أن أمريكا تقف معك وتدعمك وأنت تتصدى لحقك في الحصول على حريتك.»

### سوامي نيجاماناند
بدأ العراف “سوامي نيجاماناند” صيامه حتى الموت في 19 فبراير 2011؛ احتجاجاً على عمليات التعدين غير الشرعية على ضفة نهر الغانج في مدينة “هاريدوار”. وقد أعلنت وفاته في 13 يونيو من نفس العام بعد أن مضى على إضرابه 115 يوماً. وقد تم نقله إلى المستشفى الحكومي المحلي بعد تدهور حالته في 27 آبريل، ومن ثم نُقِل إلى مستشفى معهد “همالايا” في مدينة “ديهرا دون” وهو في “غيبوبة بتاريخ 2 مايو. كما انه أراد أيضاً نقل أعمال محاجر الصخور من جبال “هملايا” بعيداَ عن منطقة “كومباه ميلا.

### آنا هازاري
شارك “آنا هازاري” في حملة احتجاجية للإضراب عن الطعام مدتها 12 يوماً في “رامليلا ميدان” بـ “دلهي”، ضد الفساد السياسي وللضغط على الحكومة الهندية لتمرير مشروع قانون جان لوكبال بتاريخ 5 أبريل 2011.
وقد تلقت حملته لتعزيز وتشديد التشريعات لمكافحة الفساد التي اقترحتها الحكومة تأييداً واسعاً. لقد أيد الناس من جميع أنحاء البلاد حركة “آنا هازاري”، وشارك عشرات الآلاف في الاحتجاجات التي شملت جميع أنحاء البلاد. وأخيراً عبر نواب البرلمان الهندي عن دعمهم للتغييرات المقترحة على تشريعات مكافحة الفساد في 27 أغسطس 2011. وفي أعقاب ذلك، أنهى “آنا هازاري” إضرابه عن الطعام.

### سامر العيساوي
سامر العيساوي اسير فلسطيني وصاحب أطول اضراب عن الطعام بعد محمد سلطان في التاريخ  ؛ ولد بتاريخ 16 ديسمبر 1979 في قرية العيسوية[ ؟ ] شمال شرقي القدس  وجده كان من اوائل الذين انضموا إلى منظمة التحرير الفلسطينية، فيما استشهدت جدته خلال سنوات الانتفاضة الاولى، في حين عانى والده ووالدته في مطلع السبعينيات مرارة الاعتقال ليفجعا بعد ذلك باستشهاد شقيق سامر البكر في اواخر العام 1994 جراء الاحداث التي تلت مجزرة الحرم الإبراهيمي، بينما تعرض اخوته واخواته الستة للاعتقال 
قامت القوات الإسرائيلية باعتقاله ضمن عملية الدرع الواقي. وفي أكتوبر 2010، تم إطلاق سراحه ضمن صفقة تبادل الأسراى المعروفة بين الاوساط الإعلامية العربية باسم «صفقة وفاء الأحرار» ولكن تم إعادة اعتقاله في يوليو 2012 بحجة انتهاكه لشروط إطلاق سراحه وذلك بمغادرته للقدس والدخول إلى أراضي الضفة الغربية.
تمت محاكمته في محكمة عوفر العسكرية أمام لجنة عسكرية تعرف ب «لجنة شاليط». وأصدرت المحكمة قراراً يقضي بإتمام فترة محاكمته السابقة والتي تبلغ حوالي 20 عاماً. ادعت المحكمة وجود شبهات ضد بناءً على معلومات استخباراتية سرية والتي لا يسمح للعيساوي ولا محاميه بالاطلاع عليها.
وبناءً على ذلك، شرع العيساوي في إضرابه المفتوح عن الطعام في مطلع أغسطس احتجاجاً على إعادة اعتقاله ومحاكمته بناءً على ملف سري.
وبعد إضراب طويل عن الطعام استمر ل 227 يوماً، استطاع العيساوي تحقيق مبتغاه. فقد قبل بمقترح إسرائيلي ينص على إطلاق سراحه بعد 8 أشهر والعودة إلى القدس.

### محمد صلاح سلطان
محمد صلاح سلطان ابن الداعية صلاح سلطان، مواطن مصري يحمل الجنسية الأمريكية، قد سجل محمد أطول اضراب عن الطعام داخل السجون في العالم مدته أكثر عام من الاضراب عن الطعام، بعد ان بدأ اضرابه في 26 يناير 2014 هذا في القضية المعروفة إعلامياً بأسم «غرفة إدارة رابعة»، ومع أنه يحمل الجنسية الأمريكية إلا أن الحكومة الأمريكية لم تحرك ساكنآ، تم الإفراج عنه بعد تنازله عن الجنسية المصرية وسافر إلى أمريكا بتاريخ اليوم 30/05/2015

### إبراهيم اليماني
إبراهيم اليماني، مواطن مصري - طبيب بشري تم تكريمه من وزارة الصحة المصرية ونقابة الأطباء المصرية لدوره في علاج الجرحي والمصابين أبان ثورة الخامس والعشرين من يناير 2011 في مصر، أضرب إبراهيم اليماني عن الطعام في السجون المصرية مرتين وكان سبب الإضراب الأساسي اعتقاله وإبقاءه في الحبس رغم أنه قُبِض عليه من المستشفى الميداني الذي أقامه بعض النشطاء من الأطباء والممرضين أبان الاحتجاجات التي حدثت في ميدان رمسيس يوم 16 أغسطس 2013 بعد أحداث فض اعتصامي رابعة العدوية والنهضة، ويحاكم حاليا أمام المحاكم المصرية في القضية المعروفه بقضية «مسجد الفتح». بدأ إبراهيم الإضراب الأول 25 ديسمبر 2013 وأنهاه بعد 89 يوما، وبدأ الإضراب الثاني يوم 17 أبريل 2014 واستمر فيه حتى أكمل 574 يوما . ثم اضطر لفك الإضراب بعد تدهور حالته الصحية كما أعلنت أسرته على حسابه الرسمي على فيسبوك، وبذلك تكون هذه هي أطول مدة إضراب عن الطعام مسجلة في السجون المصرية، ومازال إبراهيم محبوسا على ذمة القضية رغم تجاوزه مدة الحبس الاحتياطي القانونية حسب القانون المصري - المادة 174 جنايات.

### محمود عيسى
محمود موسى عيسى (أبو البراء) أسير فلسطيني مقدسي في سجون الاحتلال الإسرائيلي محكوم بالسجن 3 مؤبدات و49 سنة، كان قائداً ميدانياً قسامياً في القدس قبل اعتقاله، أسس أول فرقة خاصة في كتائب القسام سميت «الوحدة الخاصة 101» التي حملت على عاتقها تحرير الأسرى الفلسطينيين عن طريق أسر جنود صهاينة ومن ثم مقايضتهم بأسرى فلسطينيين. أمضى أكثر من 12 سنة في العزل الانفرادي ومنع من الزيارة لثمان سنوات، يعتبر عميد الأسرى المعزولين، يصنفه الاحتلال الإسرائيلي أحد أخطر الأسرى لديه، وقاتلت خليته التي كان يقودها بعدة معارك ضد الاحتلال الإسرائيلي قتلت وأسرت عدة ضباط وجنود إسرائيليين.

### خضر عدنان
خضر عدنان أسير فلسطيني، أفاد المحامي سامر سمعان بعد زيارته له يوم 12 يناير 2012، أن المعتقل خضر يرفض تناول أي شيء إلا الماء ولا يُقدم له أي نوع من الأملاح أو الفيتامينات، وصرح خضر
«أنا بدأت الإضراب ومستمر فيه زارني محامي أو لم يزرني تم تغطية الإضراب بالإعلام أم لا» واستمر إضرابه عن الطعام 55 يومًا حتى أطلق سراحه.

### محمد القيق
محمد القيق، صحفي فلسطيني، ومراسل قناة المجد الفضائية، يخوض إضربًا عن الطعام في سجون الاحتلال الإسرائيلي منذ 94 يوماً متتالياً.إلى اليوم 17-02-2016 أعتقل الصحفي محمد القيق من بيته الكائن في مدينة رام الله في 21/11/2015 عند الساعة 2:00 فجراً، حيث داهمت قوة من جيش الاحتلال بيته قبل أن يقوموا باعتقاله، وبعد تقييد يديه وتغميم عيونه تم نقله إلى مستوطنة بيت ايل القريبة من رام الله، وترك بعدها في العراء حوالي 20 ساعة، ثم نقل لمركز تحقيق المسكوبية وبعدها إلى مركز تحقيق الجلمة. وبعد التعذيب وسوء المعاملة التي تعرض لها القيق، قرر خوض الاضراب المفتوح عن الطعام.

حالات معاصرة وحالية 2016 بلال الكايد
بلال الكايد، شاب فلسطيني ولد عام 1981 ويسكن الضفة الغربية في فلسطين وتحديدا قرية عصيرة الشمالية بمحافظة نابلس كان أحد الشباب المتميزين من أبناء جيله ببراعته واخلاصه لما يؤديه ، اعتقلته القوات الإسرائيلية بتاريخ 14 ديسمبر 2001 بتهمة المقاومة والقيام بعدة عمليات ضد الاحتلال وحكم عليه بالسجن لمدة 15 خمسة عشر عاما وبقي طوال عدة سنوات من تاريخ اعتقاله دون يسمح لعائلته بزيارته ، شارك في عدة اضرابات عن الطعام داخل سجون الاحتلال الإسرائيلي ، قدم في السجن امتحان الثانوية على امل الالتحاق بالجامعات بالمراسلة من داخل السجن وتم قبوله في الجامعة العبريه ليدرس العلوم السياسية لكن تم حرمانه من تقديم الأمتحان النهائي على الرغم من تفوقه الملحوظ وربما ان هذا ما كان السبب ، تعلم داخل زنزانته اللغة العبريه واللغة الإنجليزية والفرنسية وكان قد بدأ بتعلم الألمانية مؤخرا .
منذ التاريخ المقرر لاطلاق سراحه في ايلول 2015 وحتى حزيران 2016 تم تمديد اعتقاله تعسفيا واداريا أكثر من مرة ونقله تعسفيا أيضا لاكثر من مرة وكأن جيش الاحتلال يخشى من اطلاق سراحه نظرا لشخصيته القيادية وذكائه وفطنته وسرعة بديهته في تعلم اللغات وتعليمها .
في حزيران 2016 وتحديدا 13 يونيو 2016 بدأ بلال رحلته مع الاضراب عن الطعام مثله مثل من سبقوه بمعركة الامعاء الخاوية بسبب ترقبه للإفراج عنه في غضون الشهر ذاته ولكنه فوجئ بتمديد اعتقاله لستة أشهر ادارية أخرى بشكل تعسفي وظالم مثله مثل الظلم الذي تلقاه باعتقاله منذ العام 2001 .
بلال الكايد وحتى كتابة هذه التحديثات بتاريخ 19 أغسطس 2016 دخل يومه السابع والستين 67 في اضرابه عن الطعام ، تضامن معه عشرات الاسرى وبعض قيادات حركة الجبهة الشعبية واعلنوا اضرابهم عن الطعام ، عرض الاحتلال على بلال الابعاد إلى الأردن لمدة 4سنوات ورفض بلال عرضه باعتباره خيانة للقضية وللمبادئ ، بلال يعتبر ان قضيته ليست قضية شخصيه وانما قضية وطن وقضية اسرى وكرامة